# Genevrey
Cet article possède un paronyme, voir Genevreuille.
Genevrey est une commune française située dans le département de la Haute-Saône, la région culturelle et historique de Franche-Comté et la région administrative Bourgogne-Franche-Comté.

## Géographie

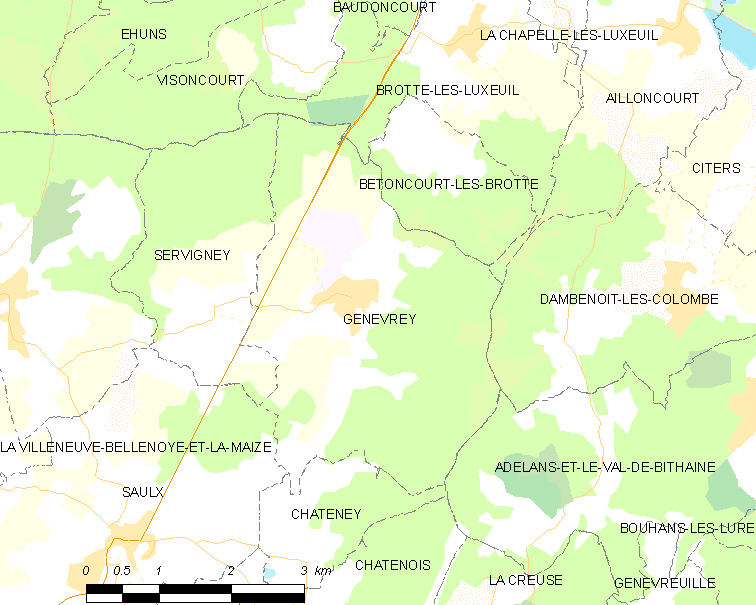
Situation de Genevrey.

### Hydrographie
La rivière Durgeon, affluent de rive gauche de la Saône, y prend sa source.

### Climat
Pour des articles plus généraux, voir Climat de la Bourgogne-Franche-Comté et Climat de la Haute-Saône.
En 2010, le climat de la commune est de type climat de montagne, selon une étude du Centre national de la recherche scientifique s'appuyant sur une série de données couvrant la période 1971-2000. En 2020, Météo-France publie une typologie des climats de la France métropolitaine dans laquelle la commune est exposée à un climat semi-continental et est dans la région climatique  Lorraine, plateau de Langres, Morvan, caractérisée par un hiver rude (1,5 °C), des vents modérés et des brouillards fréquents en automne et hiver. 
Pour la période 1971-2000, la température annuelle moyenne est de 9,8 °C, avec une amplitude thermique annuelle de 17,1 °C. Le cumul annuel moyen de précipitations est de 1 259 mm, avec 13,9 jours de précipitations en janvier et 10,4 jours en juillet. Pour la période 1991-2020, la température moyenne annuelle observée sur la station météorologique de Météo-France la plus proche, « Saulx-de-Vesoul », sur la commune de Saulx à 5 km à vol d'oiseau, est de 10,9 °C et le cumul annuel moyen de précipitations est de 1 066,3 mm. 
La température maximale relevée sur cette station est de 39,5 °C, atteinte le 25 juillet 2019 ; la température minimale est de −21 °C, atteinte le 13 janvier 1987,,. 
Les paramètres climatiques de la commune ont été estimés pour le milieu du siècle (2041-2070) selon différents scénarios d'émission de gaz à effet de serre à partir des nouvelles projections climatiques de référence DRIAS-2020. Ils sont consultables sur un site dédié publié par Météo-France en novembre 2022.

## Urbanisme

### Typologie
Au 1er janvier 2024, Genevrey est catégorisée commune rurale à habitat dispersé, selon la nouvelle grille communale de densité à sept niveaux définie par l'Insee en 2022.
Elle est située hors unité urbaine. Par ailleurs la commune fait partie de l'aire d'attraction de Vesoul, dont elle est une commune de la couronne,. Cette aire, qui regroupe 158 communes, est catégorisée dans les aires de 50 000 à moins de 200 000 habitants,.

### Occupation des sols
L'occupation des sols de la commune, telle qu'elle ressort de la base de données européenne d’occupation biophysique des sols Corine Land Cover (CLC), est marquée par l'importance des forêts et milieux semi-naturels (51,2 % en 2018), en augmentation par rapport à 1990 (50,4 %). La répartition détaillée en 2018 est la suivante : 
forêts (46,3 %), terres arables (21,1 %), prairies (19,8 %), milieux à végétation arbustive et/ou herbacée (4,9 %), espaces verts artificialisés, non agricoles (4,8 %), zones urbanisées (3,1 %). L'évolution de l’occupation des sols de la commune et de ses infrastructures peut être observée sur les différentes représentations cartographiques du territoire : la carte de Cassini (XVIIIe siècle), la carte d'état-major (1820-1866) et les cartes ou photos aériennes de l'IGN pour la période actuelle (1950 à aujourd'hui).

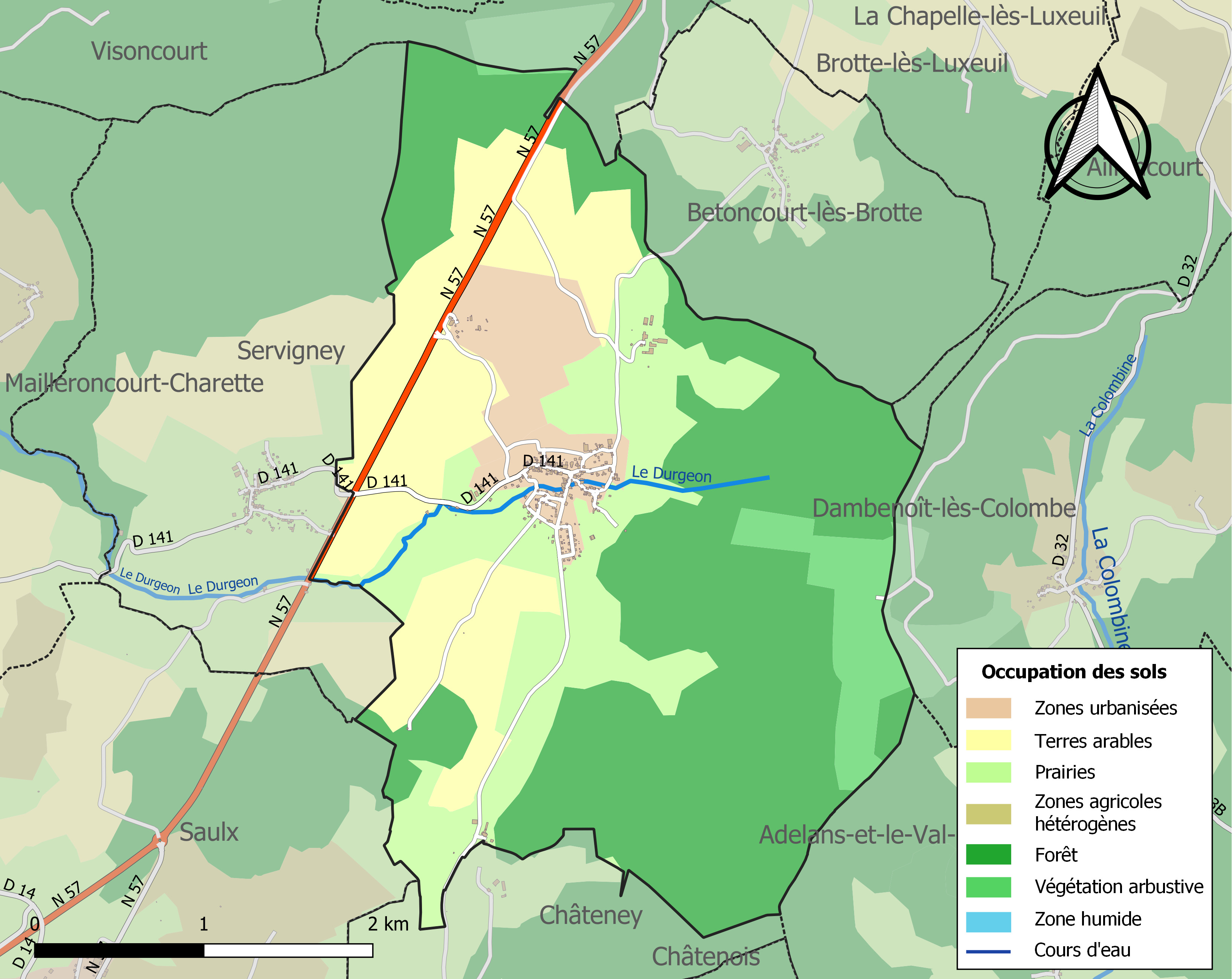
Carte des infrastructures et de l'occupation des sols de la commune en 2018 (CLC).

## Histoire
De 1291 à 1369 Genevrey appartient aux sires d’Oiselay et dépend de la seigneurie de Granges.
Le recensement 1425-1619 note les différents bénéficiaires de Genevrey. Jean Sardon,  lieutenant général au bailliage d'Amont notifie en 1425 la mise sous l’autorité du Duc de Bourgogne Philippe le Bon, la tenue de Genevrey par Oudot de Crissey. En  1538 Hugues de Falletans fait hommage au Duc de Bourgogne pour les terres de Genevrey. 
En 1572 reprise par Jean de Falletans.
La maison de Vy succède aux sires d’Oiselay. En 1500 Charles de Vy est seigneur de Genevrey. Viennent ensuite les maisons Salives, Saint-Vandelin puis Saint Mauris Châtenois.
Le recensement de 1654, le premier depuis le fin de la Guerre de Dix ans, dénombre 15 ménages.
En 1770, les habitants de Genevrey concluent un traité avec leur seigneur, le Marquis de Saint-Vandelin qui les affranchit de la servitude de la mainmorte perdurant en Franche-Comté après l’annexion de Louis XIV. Ce traité stipulait l’homologation moyennant finance de 55 000 livres  au Marquis de Saint-Vandelin.

## Politique et administration

### Rattachements administratifs et électoraux
La commune fait partie de l'arrondissement de Lure du département de la Haute-Saône,  en région Bourgogne-Franche-Comté. Pour l'élection des députés, elle dépend de la deuxième circonscription de la Haute-Saône.
Elle faisait partie depuis 1801 du canton de Saulx. Dans le cadre du redécoupage cantonal de 2014 en France, la commune est rattachée au canton de Lure-1.

### Intercommunalité
La commune faisait partie de la communauté de communes du Pays de Saulx, créée le 21 décembre 2001 et qui regroupait 17 communes et environ 3 700 habitants.
Dans le cadre des dispositions de la loi du 16 décembre 2010 de réforme des collectivités territoriales, qui prévoit toutefois d'achever et de rationaliser le dispositif intercommunal en France, et notamment d'intégrer la quasi-totalité des communes françaises dans des EPCI à fiscalité propre dont la population soit normalement supérieure à 5 000 habitants, le schéma départemental de coopération intercommunale de 2011 a prévu la fusion des communautés de communes : 
- du Pays de Saulx,  
- des grands bois 
- des Franches Communes (sauf  Amblans et Genevreuille), 
et en y rajoutant la commune isolée de Velorcey, afin de former une nouvelle structure regroupant 42 communes et environ 11 200 habitants.
Cette fusion est effective depuis le 1er janvier 2014 et a permis la création, à la place des intercommunalités supprimées, de  la Communauté de communes du Triangle Vert, dont la commune est désormais membre.

### Liste des maires

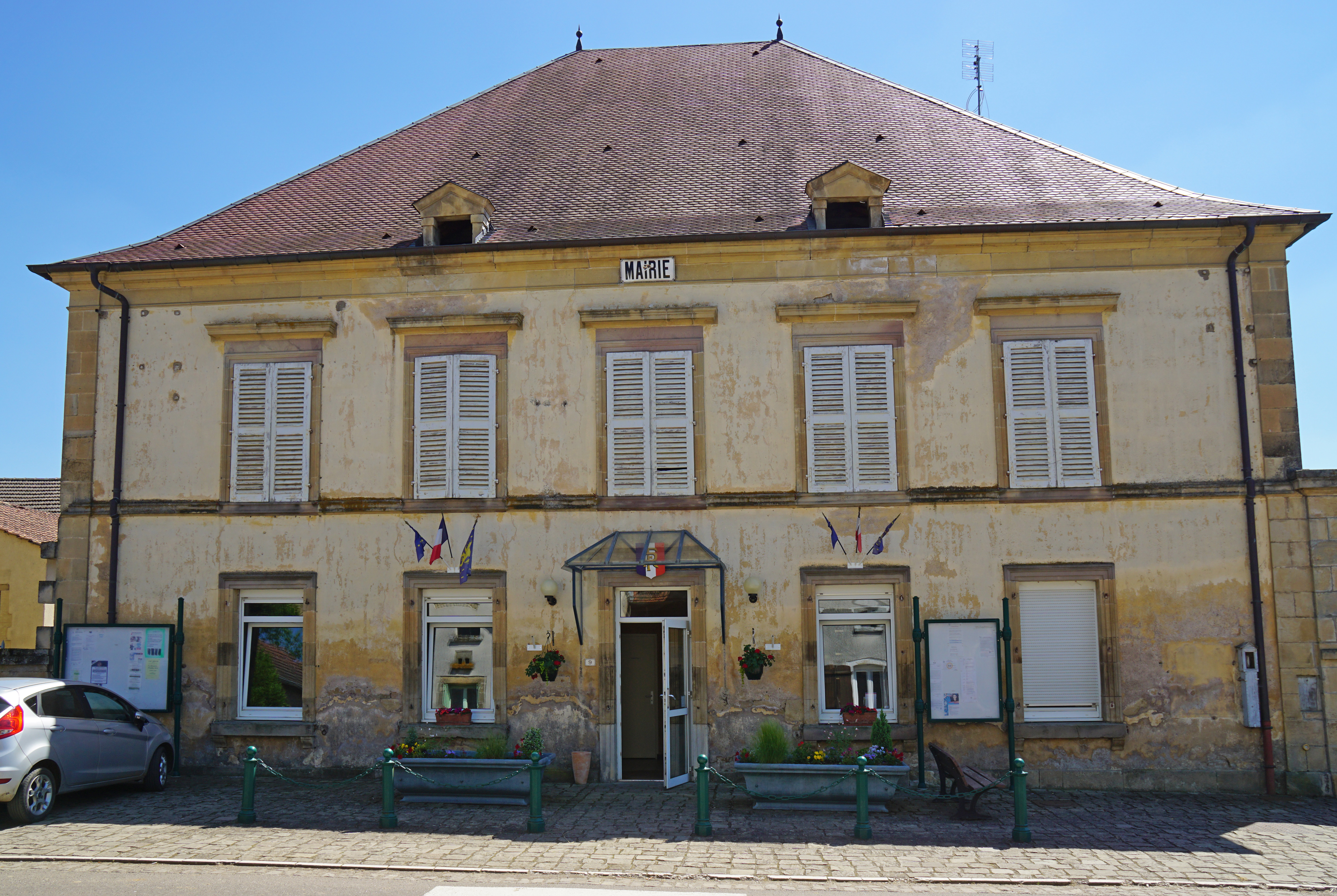
La mairie.

| Période    | Période                   | Identité              | Étiquette | Qualité                                           |
| ---------- | ------------------------- | --------------------- | --------- | ------------------------------------------------- |
| avant 1981 | 2014                      | Robert Diziain        | RPR       | Conseiller général du canton de Saulx (1992-1998) |
| 2014       | mai 2020                  | Jean-Paul Bouchesèche |           | Retraité de banque                                |
| mai 2020   | En cours (au 27 mai 2020) | Cyrille Froidevaux    |           |                                                   |

## Démographie
En 2022, la commune de Genevrey comptait 245 habitants. À partir du XXIe siècle, les recensements réels des communes de moins de 10 000 habitants ont lieu tous les cinq ans. Les autres « recensements » sont des estimations.
| 1793 | 1800 | 1806 | 1821 | 1831 | 1836 | 1841 | 1846 | 1851 |
| ---- | ---- | ---- | ---- | ---- | ---- | ---- | ---- | ---- |
| 532  | 600  | 631  | 991  | 692  | 663  | 690  | 652  | 656  |

| 1856 | 1861 | 1866 | 1872 | 1876 | 1881 | 1886 | 1891 | 1896 |
| ---- | ---- | ---- | ---- | ---- | ---- | ---- | ---- | ---- |
| 533  | 556  | 606  | 582  | 589  | 570  | 547  | 489  | 462  |

| 1901 | 1906 | 1911 | 1921 | 1926 | 1931 | 1936 | 1946 | 1954 |
| ---- | ---- | ---- | ---- | ---- | ---- | ---- | ---- | ---- |
| 449  | 467  | 402  | 370  | 331  | 297  | 300  | 277  | 249  |

| 1962 | 1968 | 1975 | 1982 | 1990 | 1999 | 2004 | 2006 | 2009 |
| ---- | ---- | ---- | ---- | ---- | ---- | ---- | ---- | ---- |
| 232  | 209  | 177  | 187  | 197  | 208  | 230  | 225  | 228  |

| 2014 | 2019 | 2022 | - | - | - | - | - | - |
| ---- | ---- | ---- | - | - | - | - | - | - |
| 246  | 238  | 245  | - | - | - | - | - | - |

## Lieux et monuments
Golf de 18 trous.

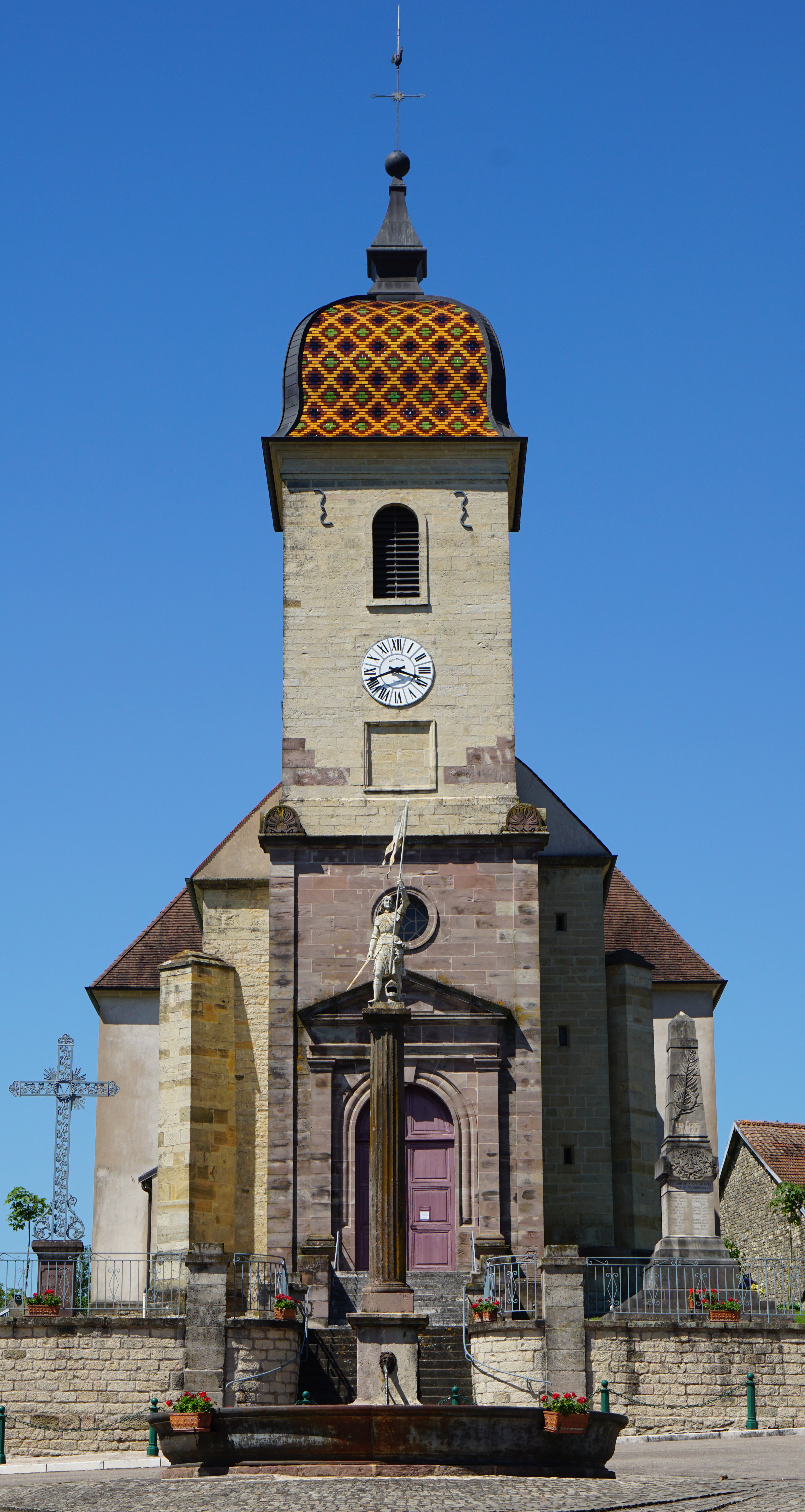
L'église.

L'église, deux croix (métal et pierre), un monument aux morts et une fontaine surmontée d'une statue de Jeanne d'Arc se trouvent sur la place centrale du village. Deux lavoirs aux architectures différentes se situent à proximité.

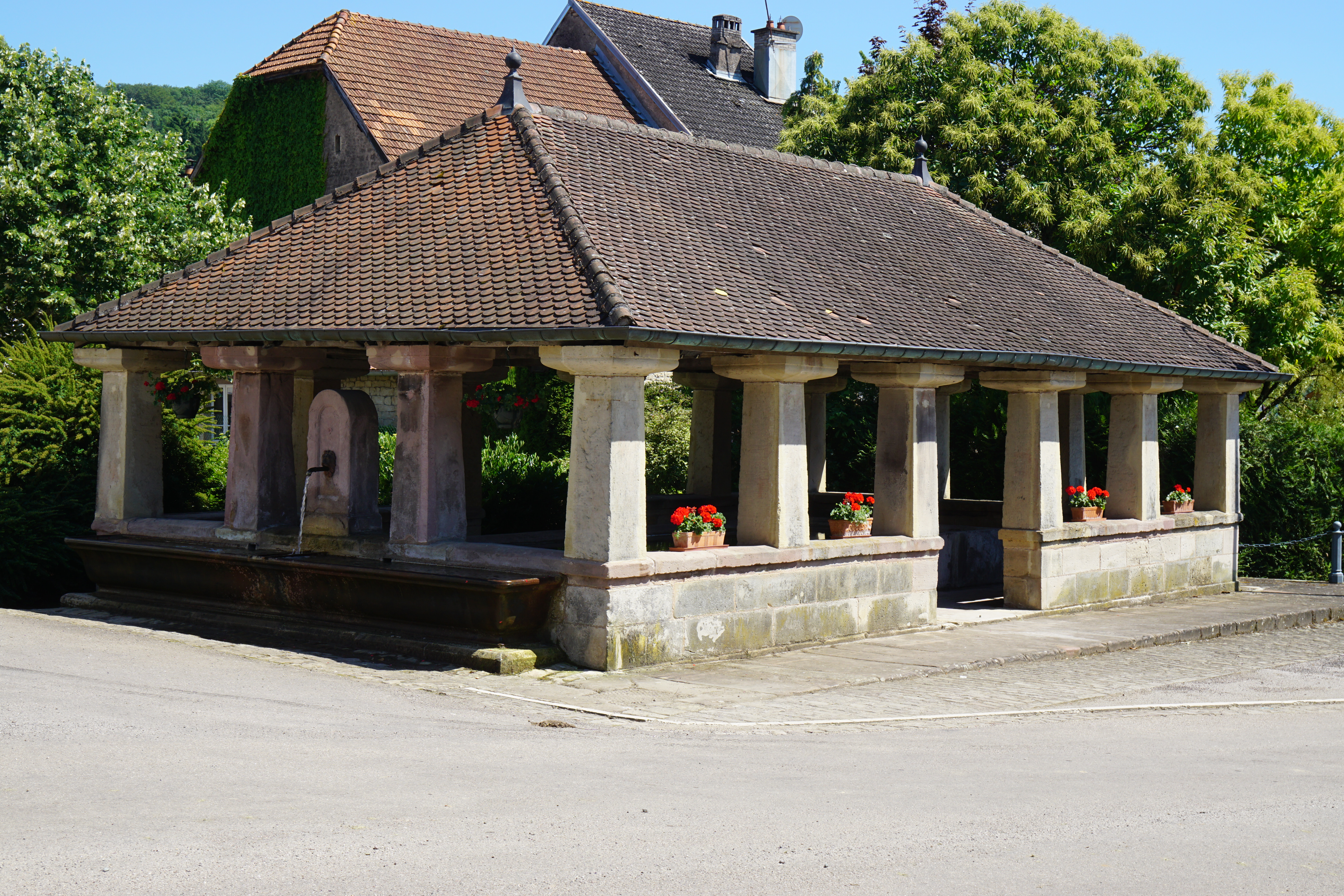
Un lavoir.
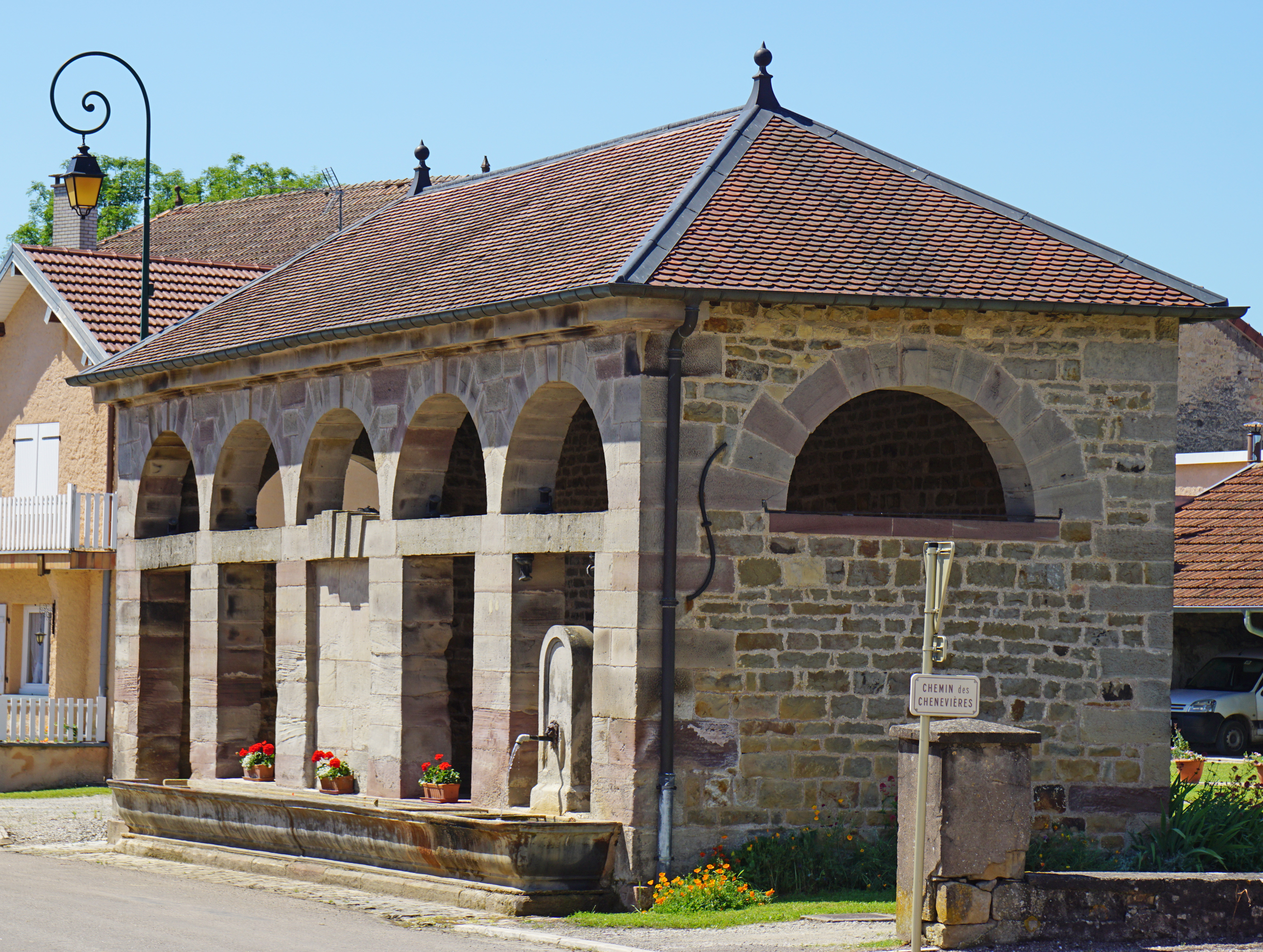
Autre lavoir.
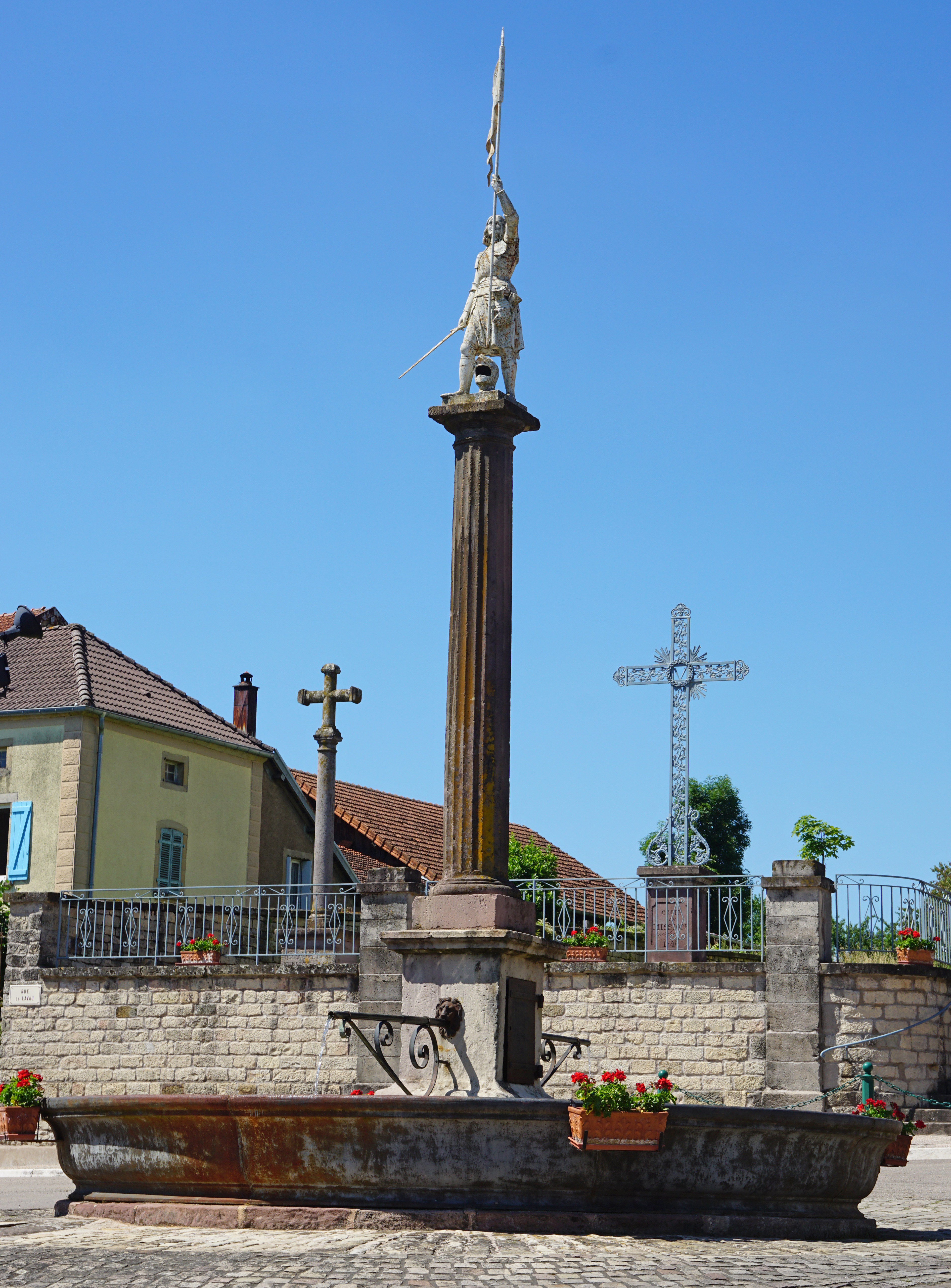
Fontaine.
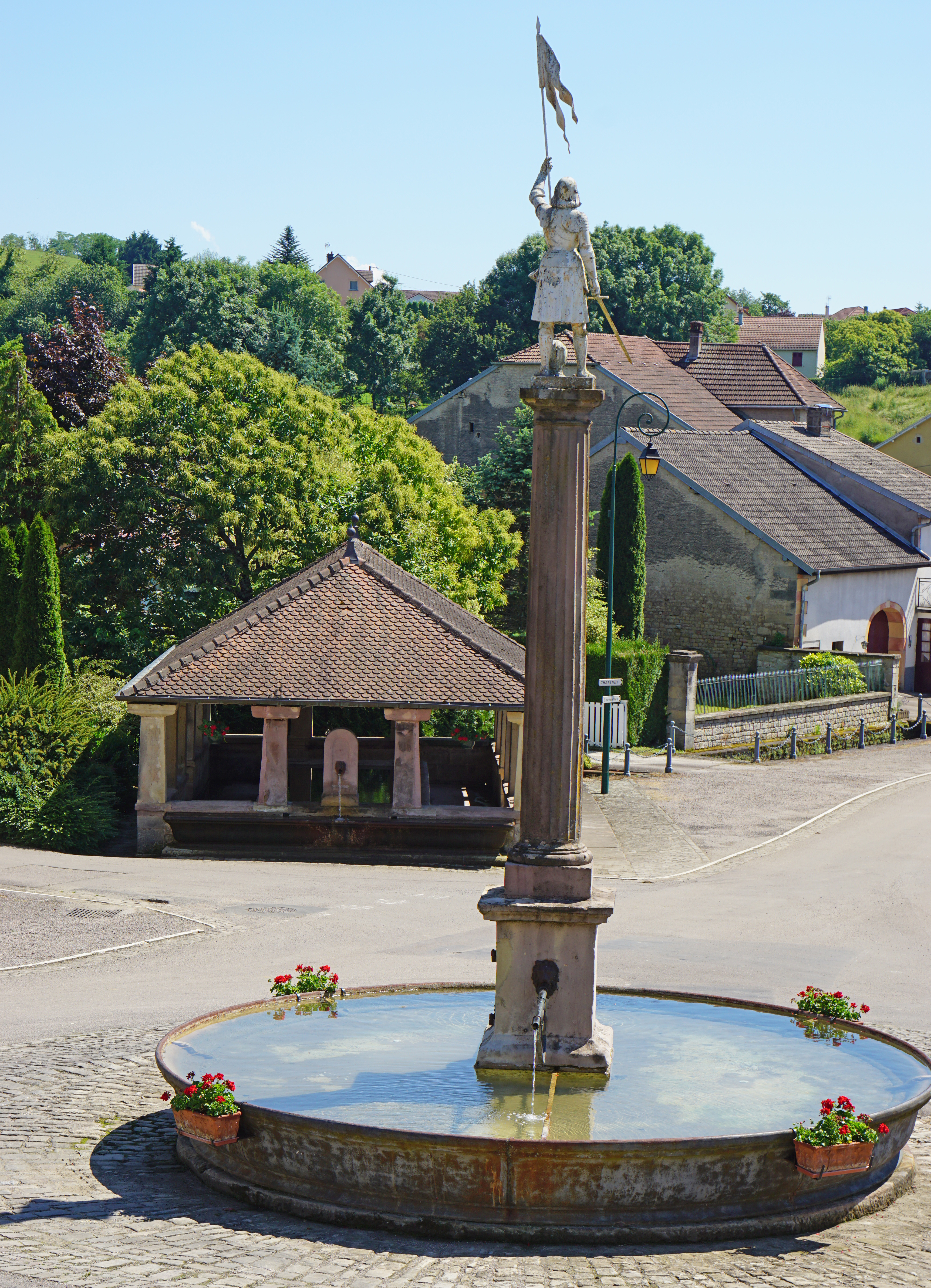
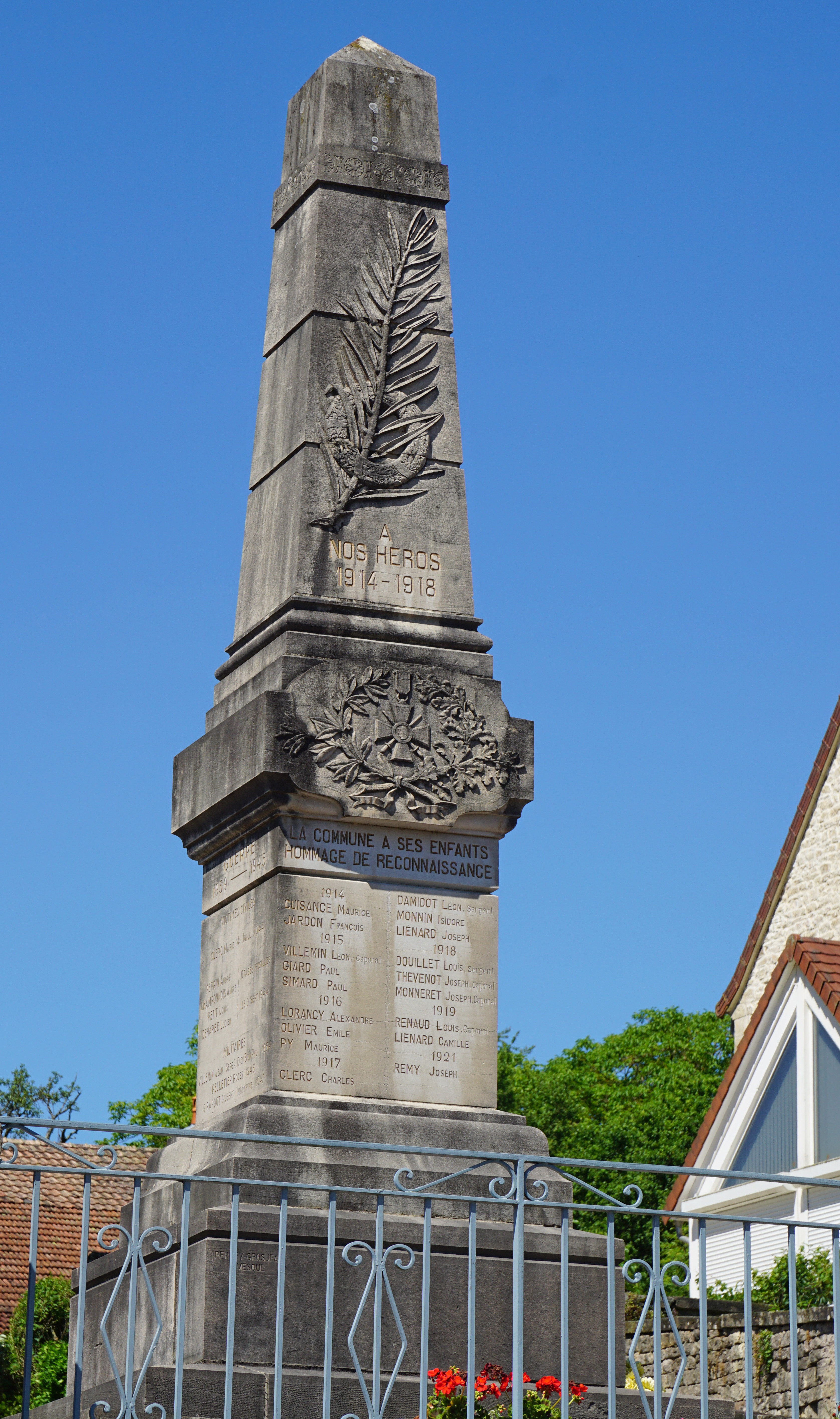
Monument aux morts.